# Семёновский (Кемеровская область)
Семёновский — посёлок в Кемеровском районе Кемеровской области. Входит в состав Звёздного сельского поселения.

## География
Центральная часть населённого пункта расположена на высоте 198 метров над уровнем моря.

## Население
По данным Всероссийской переписи населения 2010 года, в посёлке Семёновский проживает 1 женщина.

## Транспорт
Общественный транспорт представлен автобусными маршрутами:
- №110: д/п Центральный — д. Медынино
- №119: д/п Ленинградский — с/о Семеновка — д. Креково
- №125: д/п Ленинградский — с/о Семеновка